# Біленьке (Угловський район)
Бі́леньке (рос. Беленькое) — село у складі Угловського району Алтайського краю, Росія. Входить до складу Лаптєвської сільської ради.

## Населення
Населення — 272 особи (2010; 365 у 2002).
Національний склад (станом на 2002 рік):
- татари — 88 %